# Narodni park Jaú
Narodni park Jaú (portugalsko Parque Nacional do Jaú) je narodni park v zvezni državi Amazonas v Braziliji. Je eden največjih gozdnih rezervatov v Južni Ameriki in del Unescove svetovne dediščine.
Park je bil ustanovljen z odlokom 85.200 z dne 24. septembra 1980. Upravlja ga Inštitut Chico Mendes za ohranjanje biotske raznovrstnosti.

## Lega
Ime Jaú izvira iz imena ene največjih rib v Braziliji, zlatega soma ali jau (Zungaro zungaro), po katerem je poimenovana glavna reka parka. Park je v amazonskem biomu v ekoregiji vlažnih gozdov Japurá-Solimões-Negro. Zajema površino 2.367.333 hektarjev. Zajema dele občin Barcelos, Codajás in Novo Airão v zvezni državi Amazonas.
Park je eno največjih zavarovanih območij v Braziliji. Je približno 220 kilometrov severozahodno od Manausa in obsega celotno porečje reke Jaú med reko Unini na severu in reko Carabinani na jugu. Vse tri reke tečejo proti vzhodu in vstopijo na desni breg reke Rio Negro. Vzhodni del parka meji na severni ekstraktivni rezervat Rio Unini, ki poteka ob nasprotnem bregu reke Unini. Park na severozahodu omejuje rezervat za trajnostni razvoj Amanã. Na vzhodu, blizu reke Rio Negro, se park na jugu meji na severni del državnega parka Rio Negro.

## Okolje
Teren parka je reprezentativen za medrečno planoto Negro-Solimões. Ima dve glavni območji: planoto Trombetas/Negro in nižjo zahodno amazonsko planoto. Višje območje ima hribe z ravnimi vrhovi na 150 do 200 metrih, ki jih sekajo doline, medtem ko ima nižje območje nadmorske višine približno 100 metrov. Obstajajo velika območja sezonsko poplavljenih zemljišč s slabo drenažo in nekaj stalnih jezer. Povprečna letna količina padavin je več kot 2500 milimetrov, najbolj vlažna meseca pa sta marec in september, ko je prejeto največje število kratkovalovnega sončnega sevanja in tako pride do največje konvekcijske količine padavin. Temperature se gibljejo od 22 do 32 °C s povprečjem 26 °C.
Tipi vegetacije so gost deževni gozd (77 %), odprti deževni gozd (14 %), prehod iz deževnega gozda v kampinarano (7 %) in kampinarana (2 %). Botaniki so katalogizirali približno 400 rastlinskih vrst, od katerih jih je več omejenih na določena okolja, kot so višavje in poplavljena območja. Zabeleženih je bilo 263 vrst rib, nekatere nove za znanost.

## Ohranjanje
Park je razvrščen kot zavarovano območje IUCN kategorije II (narodni park). Cilj je ohraniti amazonski ekosistem Rio Negro za okoljsko izobraževanje, interakcijo z lokalnimi skupnostmi, trajnostni turizem in raziskave. Park je zasnovan kot mega-rezervat in svetovna dediščina za sedanje in prihodnje generacije. Zavarovane vrste v parku so margaja (dolga mačka) (Leopardus wiedii), jaguar (Panthera onca), orjaška vidra (Pteronura brasiliensis), amazonska morska krava (Trichechus inunguis).
Narodni park Jaú je UNESCO leta 2000 uvrstil na seznam svetovne dediščine. Postal je del ekološkega koridorja osrednje Amazonije, ustanovljenega leta 2002. Leta 2003 je bilo posestvo razširjeno z dodajanjem narodnega parka Anavilhanas, rezervata za trajnostni razvoj Amanã in rezervata za trajnostni razvoj Mamirauá, da bi oblikovali ohranjevalni kompleks osrednje Amazonke, večje območje svetovne dediščine. Park je postal del mozaika Spodnji Rio Negro, ustvarjenega leta 2010. Naravovarstveno enoto podpira Program zaščitenih območij Amazonije.
Drugi razlog, zakaj je park Jaú ohranjen, je skupina ljudi, ki se imenujejo okampha (Oh//tabor//ah). Okampha izvirajo iz parka veliko preden so ga sploh odkrili, saj tam živijo že skoraj dve stoletji. So zelo osamljeni ljudje, ki se nikoli ne pokažejo turistom ali celo drugim domorodnim skupinam, ki tam živijo. Zelo malo ljudi je imelo priložnost dejansko videti okampije.
- Poplavljen gozd
- Sončni vzhod nad reko
- Vegetacija
- Castanheira z vrvmi za plezalne turiste